# Hogna radiata
La falsa tarantola (Hogna radiata) Latreille, 1817 è un ragno appartenente alla famiglia Lycosidae.

## Distribuzione e habitat
È un ragno molto comune in tutti i paesi del sud Europa, specialmente dei paesi mediterranei. In Italia è presente e comune quasi ovunque.
Abita ambienti di campagna e boschi montani, nonostante ciò è più facile incontrarlo su terreni rocciosi e secchi. Sebbene sia comunemente definito come ragno errante, la femmina ha una tana fissa.

## Abitudini e pericolosità
Come tutti i ragni appartenenti alla famiglia dei Lycosidae, Hogna radiata esce dalla tana durante la notte per cacciare: la sua dieta è composta prevalentemente da altri artropodi, compresi ragni di minori dimensioni, che cattura grazie alla fine vista fornitagli dai grossi occhi che contraddistinguono i ragni lupo.
Solitamente non è aggressivo e preferisce la fuga; bisogna comunque prestare attenzione al morso (doloroso a causa dell'azione meccanica dei cheliceri) delle femmine che abbiano un ovisacco.
In passato si attribuiva a questa specie e a Lycosa tarantula la pericolosità legata a episodi di tarantismo; per questo motivo è ancora oggi conosciuta con il nome di falsa tarantola

## Descrizione
Essendo un ragno errante il corpo è massiccio, le zampe ben sviluppate. La colorazione e il pattern opistosomico sono simili a quelli del cugino Lycosa tarantula, sebbene quest'ultimo abbia disegni più definiti. Il prosoma presenta due bande scure solcate da linee radiali (in passato, a causa di questa caratteristica e della notevole somiglianza con le specie del genere Lycosa, era noto come Lycosa radiata). La colorazione e i disegni, tuttavia, variano nel tempo e possono cambiare da esemplare a esemplare: questo li rende poco indicativi per il riconoscimento della specie. Le dimensioni si aggirano intorno ai 20 mm per le femmine, poco meno per gli esemplari maschi; il leg-span si aggira intorno ai 7–8 cm negli esemplari adulti.